# بطولة أمريكا الجنوبية لألعاب القوى للناشئين 1966
بطولة أمريكا الجنوبية لألعاب القوى للناشئين 1966 هي النسخة الـ 6 من بطولة أمريكا الجنوبية لألعاب القوى للناشئين. أقيمت في مونتفيدو. شارك فيها 159 رياضياً من 6 بلدان. تصدرت تشيلي جدول الميداليات برصيد 28 ميدالية منها 14 ذهبية.

## جدول الميداليات
| الترتيب | منتخب      | ذهبية | فضية | برونزية | المجموع |
| ------- | ---------- | ----- | ---- | ------- | ------- |
| 1       | تشيلي      | 14    | 6    | 8       | 28      |
| 2       | الأرجنتين  | 8     | 8    | 9       | 25      |
| 3       | البرازيل   | 6     | 8    | 7       | 21      |
| 4       | الأوروغواي | 1     | 2    | 1       | 4       |
| 5       | بيرو       | 0     | 5    | 4       | 9       |